# Fonuaika
Fonuaika (auch: Fanuaika, Fonoaika) ist ein kleines Inselchen im Süden der Inselgruppe Haʻapai im Pazifik. Sie gehört politisch zum Königreich Tonga.

## Geografie
Das Motu liegt im Süden der Inselgruppe, zwischen ʻOʻua und Nomuka. Die Insel gehört zum südlichen Saumriff des Atolls und liegt an der Stelle, an der der Ava-Fonuaika-Kanal Zufahrt zum Zentrum des Atolls bietet.

## Klima
Das Klima ist tropisch heiß, wird jedoch von ständig wehenden Winden gemäßigt. Ebenso wie die anderen Inseln der Haʻapai-Gruppe wird Fonuaika gelegentlich von Zyklonen heimgesucht.